# 骨痛热症病毒
登革热病毒（英語：Dengue virus）又名登革热病毒，是黃病毒科黃病毒屬的一种正單鏈RNA病毒。这种病毒是登革热、登革溢血热和登革休克综合征的病原体。此类病毒的传播媒介是兩種黑斑蚊——埃及斑蚊和白线斑蚊。

## 分类
登革热病毒依其外壳抗原可以分成5种血清型，分别是：
- 登革病毒1型（DENV-1）
- 登革病毒2型（DENV-2）
- 登革病毒3型（DENV-3）
- 登革病毒4型（DENV-4）
- 登革病毒5型（DENV-5）

五种血清型均有机会引发严重病症，此外还有47个分型已被发现，还可以和茲卡病毒及基孔肯雅熱共同感染。